# Maomé I, o Cavalheiro
Maomé I, o Cavalheiro (em turco otomano: چلبی محمد; romaniz.: Çelebi Mehmet; Bursa, 1390 - Edirne, 26 de maio de 1421) foi um sultão do Império Otomano.

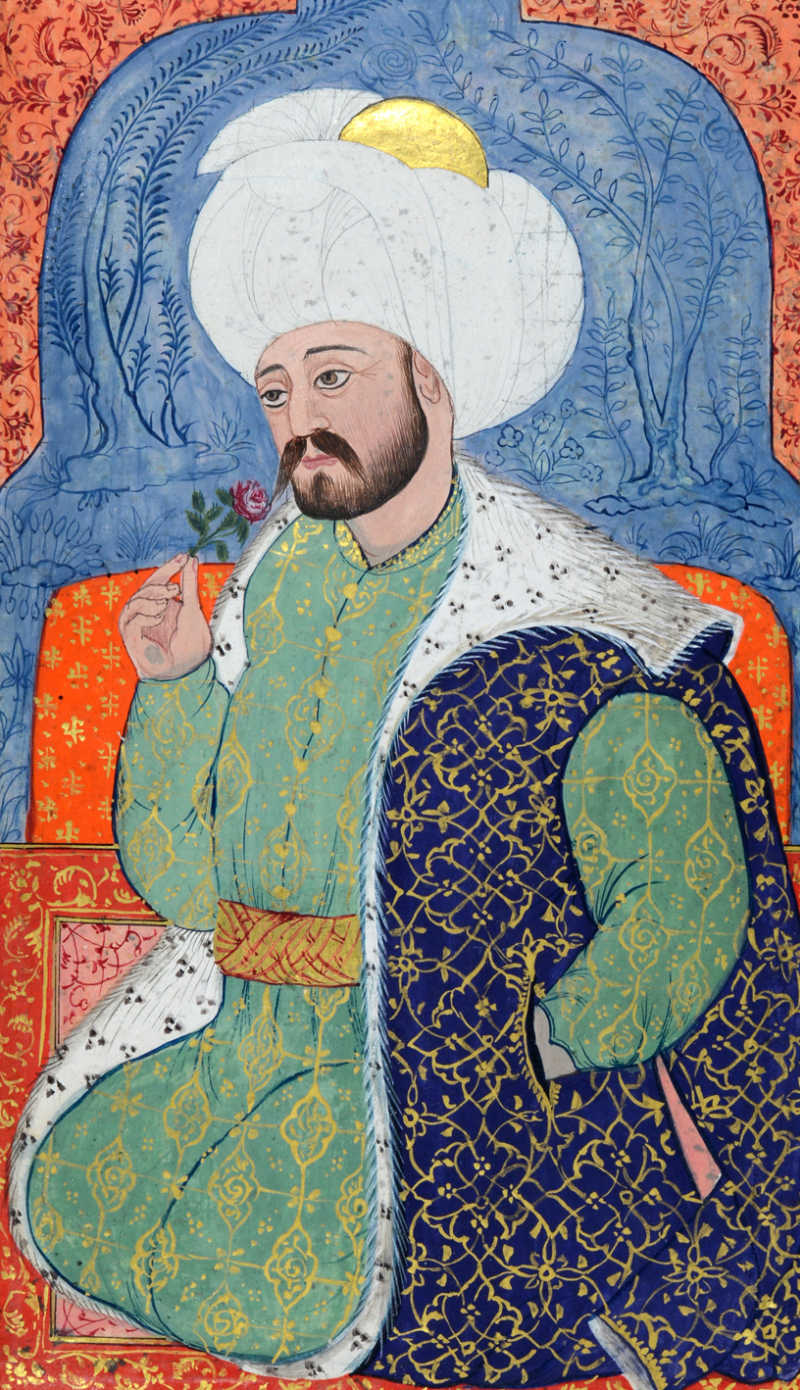
Miniatura do sultão Maomé I

## Pseudônimos
Maomé também era conhecido como:
- Kirişçi (que significa "colonizador"), na linguagem turca.
- Segundo Imperador do Império Otomano.
- Çelebi que significa cavalheiro em turco.

## Seus ancestrais
Maomé foi um dos filhos de Bajazeto I e Develete Catum (que é filha de Iacube Xá). Descendente de Mevlana Celaleddin-i Rumi e do sultão Veled).